# Théâtre Piggery
 (septembre 2021).
Le Théâtre Piggery (anglais: Piggery Theatre, terme signifiant porcherie en français) est un théâtre communautaire d'été à Sainte-Catherine-de-Hatley, dans la MRC Memphrémagog, en Estrie, au Québec, au Canada. En 1990, le Théâtre Piggery était alors le plus ancien théâtre professionnel anglophone au Québec et le seul théâtre d'été anglophone de la province.
Entouré d'une forêt (à l'origine entourée de champs) et d'un cadre montagneux, ce site de divertissement est également réputé pour l'organisation de réunions d'affaires ou d'associations, de réunions d'amis ou de famille, de mariages, ainsi que d'autres événements sociaux ou artistiques. Certains événements à la Piggery visent à amasser des fonds pour des organismes à but non lucratif.
De plus, depuis les années 1980, la Piggery a organisé une galerie d'art où des artistes et artisans locaux offrent leur artisanat et leurs marchandises tout l'été. Cette galerie d'art Emily LeBaron (1906-1983) a ainsi été désignée en reconnaissance de cette artiste, artisane, antiquaire et bénévole très impliquée, qui a grandement contribué à la création de la Porcherie, notamment par des dons et en faisant du bénévolat pour l'organisation des activités. De plus, elle a été présidente du conseil d'administration.
Dans son rapport sur sa politique culturelle 2010-2015, la Municipalité régional de comté (MRC) de Memphrémagog indique que cinq institutions culturelles de la région ont fait leur marque et poursuivent leur travail de transmission de la culture, dont le Théâtre Piggery.
Le Piggery Theatre a été classé troisième meilleur théâtre d'été au Canada par le journal Ottawa Citizen. En 1982, à la suite de la cessation des activités du Festival de Lennoxville (1972-1982), le Piggery Theatre demeure la seule grande entreprise culturelle anglophone de la région.

## Géographie
Le site du Théâtre Piggery est situé au 215, chemin Simard, Sainte-Catherine-de-Hatley.

## Grande variété d'activités et de clients
Bien que les activités présentées au public se déroulent généralement en anglais, plusieurs représentations se déroulent en français.
Chaque année, la saison théâtrale commence généralement vers la mi-juin et se poursuit jusqu'à la fin août. Dans le passé, le Théâtre présentait généralement deux ou trois grandes pièces dans son programme d'été.
Lors de son 40e anniversaire de fondation en 2005, Nancy Nourse du journal The Record a écrit: "Au fil des ans, The Piggery a également offert une variété d'autres activités qui ont contribué à en faire un centre dynamique de divertissement estival".
L'intérêt croissant du public pour la Piggery découle de l'offre d'une variété d'options de divertissement. Par exemple, en 2011, le programme comportait 16 représentations théâtrales. En outre, l'ajout de représentations musicales comprenait du folk, du country, du bluegrass, du jazz, du classique, de la comédie musicale et une variété de spectacles hommage. En plus des activités théâtrales, ce site propose occasionnellement des spectacles variés de chant, de musique et de magie. Il propose également un service de repas de groupe lors d'événements. De plus, le restaurant a été rénové en (1997) et désigné "The Posh Pig" depuis 1997.
Le théâtre a permis à de nombreux artistes de la région d'affirmer leurs talents et de s'épanouir dans les arts de la scène. Plusieurs artistes et personnel de scène ont de l'expérience dans d'autres centres de spectacle ou ont été étudiants en arts de la scène, notamment à Université Bishop's (Lennoxville) ou au Collège Dawson (Dome Theatre) Montréal). Plusieurs régisseurs novices dans leur carrière ont commencé leur apprentissage de metteur en scène à la Piggery.
Tout au long de l'histoire, le Théâtre Piggery a présenté une variété de pièces de théâtre canadiennes, américaines et britanniques, ainsi que des performances musicales, de magicien et de comédien. Plusieurs pièces présentées au Piggery Theatre faisaient partie de tournées de compagnies de théâtre invitées, ayant joué dans des théâtres notamment: Théâtre Centennial de l'Université Bishop's (Sherbrooke), Théâtre du Lac Brôme, Centaur Theatre (Montréal), La Poudrière (Montréal), Dôme Théâtre (Collège Dawson, Montréal), Centre Segal des arts de la scène (Montréal), Atelier du Centre national des Arts (Ottawa) ou dans divers festivals.
En 2002, la Piggery a organisé un premier camp d'arts du langage, offrant une chance aux enfants âgés de 8 à 12 ans d'apprendre l'anglais ou le français à travers les arts. L'année suivante, le Piggery a organisé des camps d'entraînement pour les gars en herbe dans un atelier spécial de deux jours (24 et 25 août) dans le cadre du Piggly Giggly Comedy Fest (24-30 août).
Le théâtre propose des "camps dramatiques d'été pour le théâtre Piggery" d'une durée typique de quatre jours. Habituellement, un spectacle étudiant est présenté au public à la fin du camp.
Les dîners champêtres de Mary Robinson sont depuis longtemps un attrait théâtral.
Le « Gala de collecte de fonds » a lieu chaque année à la mi-juin pour lancer la saison théâtrale.
L'« after-theatre cabaret » s'ajoute à l'offre de services en 1980.

## Bâtiments et infrastructures
Le terme anglais « piggery » signifie « porcherie » car le théâtre a été installé en 1965 dans la porcherie/entrepôt de Arthur Russell Virgin (1877-1968), construit en 1945. Quatre tourelles d'aération sont installées sur le pignon de la Porcherie, la principale avec une rose des vents surmontée d'une girouette symbolisée par le profil d'un cochon. Ces tourelles sont le résultat de l'installation en 1985 d'un toit réfléchissant la chaleur et de ventilateurs d'extraction au plafond, tout en conservant le caractère rustique du bâtiment[réf. nécessaire].
Depuis 1980, l'administration a mis en place un programme pluriannuel de renforcement de toiture, la construction d'une fosse septique de grande capacité et l'installation de la climatisation.
Lors de la première transformation du bâtiment, en 1964-65, Guy Bachand, propriétaire du cinéma Premier sur la rue King Ouest à Sherbrooke, a fait don de 300 places gratuites dans son cinéma, qui ont été installées au Théâtre Piggery. Ce dernier était en 1965 trésorier du premier conseil d'administration de la Guilde. De plus, Mme W.W. Leslie a fait don du rideau de scène au théâtre Piggery.
Pendant de nombreuses années, Arthur Russell Virgin (1877-1968) était le directeur de la succursale de la Commercial Bank (CIBC) à North Hatley. Virgin devient l'un des directeurs les plus prestigieux de la puissante société américaine United States Steel.
Janet Blake (décédée en 1981), possédait le Clematis Jersey Farm à North Hatley où ils ont déménagé en 1931.
En 1972, cette grande maison ancestrale était considérée comme ayant au moins 150 ans; il était alors rempli d'antiquités et entouré de jardins. Il était situé au sommet d'une colline surplombant le lac Massawippi. Après que Janet Blake ait pris possession de cette maison, celle-ci a subi d'importantes rénovations. De plus, les employés et bénévoles du Piggery Theatre venaient souvent dans cette maison, notamment pour y manger et pour construire des décors de théâtre.
À la mort de Janet Blake en 1981, des legs particuliers de son héritage testamentaire ont été distribués notamment à la fondation du Sherbrooke Hospital, la «Townships Playhouse Guild» (devenue en 1981 «The Piggery Theatre Inc"), la bibliothèque de North Hatley et l'église anglicane St. Barnabas.
En 1980, l'auditorium (2e étage) du Piggery Theatre avait une capacité de 283 places et accueillait un public de 9 400 entrées ; 10 000 en 1981 et 11 000 en 1982. Sa capacité actuelle est de 246 places. Le bâtiment dispose également d'une grande scène, d'un restaurant et d'un bar au niveau inférieur.
Dans les années 1980, la Piggery a installé un restaurant servant des dîners champêtres avant les représentations théâtrales; de plus, un patio extérieur a été aménagé devant le restaurant. Quelques années plus tard, la terrasse a été ajoutée à l'avant du bâtiment. De plus, un bâtiment a été déplacé sur le site du théâtre, pour être transformé en atelier de scénographie et entrepôt.

## Histoire de ce théâtre
Avant l'ouverture du Piggery Theatre, les amateurs de théâtre anglophones des Estrie pouvaient assister aux activités de théâtre communautaire organisées par la North Hatley Playhouse Guild qui existait entre 1956 et 1962. Cette organisation offrait des productions amateurs dans le bâtiment de l'ancien club de curling qui était situé au North Hatley Playhouse, dans le village de North Hatley, sur les rives du lac Massawippi. Ce club de curling était exploité en association avec le Brae Manor Inn (devenu plus tard l'Auberge Hatley), qui a brûlé le 27 mars 2006).
Le toit de cet ancien club de curling s'est effondré à l'hiver 1962 sous le poids de fortes chutes de neige ; ce théâtre dut alors cesser ses activités. Néanmoins, le North Hatley Playhouse avait réussi à insuffler dans l'esprit collectif un intérêt marqué pour les représentations théâtrales dans les Cantons-de-l'Est. Un groupe de citoyens s'est organisé pour restaurer la tradition du théâtre d'été dans la région. Cet enthousiasme pour la survie de la mission théâtrale dans la région a été stimulé, entre autres, par Walter Massey et Norman Springford de la Montreal Theatre Company, ainsi que d'autres sympathisants : Emily LeBaron, Arthur Russell Virgin, Margaret Coste, Dunbar Bishop, Helen Austin, Bruce McKeay…,
La Townships Playhouse Guild a été formée en 1964 pour assurer la pérennité des arts de la scène dans les Cantons de l'Est. Une intense campagne de publicité et de collecte de fonds a été immédiatement organisée en vue de la construction ou de l'aménagement d'un nouveau théâtre d'été.
Le projet a été rendu possible grâce au don d'un immeuble sur le chemin Simard à Sainte-Catherine-de-Hatley accordé par Arthur Russell Virgin à la Guilde, comprenant un lotissement de 11 831 m2 et un Bloc de béton bâtiment utilisé d'abord comme porcherie, puis transformé en entrepôt.
De plus, Virgin a fait un don de 5 000 $ en espèces. À la suite de ce généreux don, une levée de fonds de 60 000 $ a permis le lancement du projet de théâtre. De plus, en 1982, la succession de Janet Blake (décédée en 1981 et veuve de Arthur Russell Virgin) de la ville de New York a accordé un legs particulièrement important à la Guilde afin pour assurer la pérennité du théâtre Piggery,,.
En 1964, grâce à ces dons du public, sous la présidence de Mme J. A. Scott, puis de Dunbar Bishop, la Townships Playhouse Guild initie le projet de construction d'un théâtre communautaire. Les plans de reconversion de la porcherie/entrepôt ont été élaborés sur une base volontaire par l'architecte montréalais Patrick Stoker qui a donné son temps et son expertise pour concevoir les plans du théâtre et superviser les travaux. La transformation du bâtiment en théâtre a été réalisée en 1964 et 1965 grâce aux efforts de bénévoles en poste et de professionnels. La structure du bâtiment a ensuite été renforcée par des poutres en bois suivant l'angle de la pente inférieure de la toiture et servant de contrefort, fixées sur des fondations à l'extérieur du bâtiment.
A l'intérieur, le bois était brut et inachevé ; ce qui donnait le caractère rustique d'une porcherie transformée en théâtre.
Le Théâtre Piggery a été inauguré le 2 août 1965 par une "fête portes ouvertes au théâtre". L'objectif initial était d'en faire un théâtre bilingue avec des activités en anglais l'été, ainsi qu'en français au printemps et à l'automne.

## Campagnes de financement
Au fil des ans, la Townships Playhouse Guild (rebaptisée en 1981) a organisé diverses activités de financement: concerts, ventes aux enchères, tournées régionales, défilés de mode et expositions d'artisanat.
Les subventions du secrétaire d'État fédéral débutent en 1973. En 1981-82, la Guilde des théâtres des Cantons reçoit une première subvention du gouvernement du Québec au montant de 2 985 $ par l'entremise du ministère des Affaires culturelles du Québec. Un généreux don de fonds spécifiquement destiné au projet d'agrandissement de la salle à manger a été fait au théâtre en 1980 pour augmenter la capacité à 150 invités ; cependant, ce projet n'a pu être réalisé.
En 1990, dans le cadre du 25e anniversaire d'existence, un encan monstre de 450 articles variés (antiquité, œuvres d'art, articles créés spécialement pour l'occasion, des vêtements de haute couture, des équipements de récréation, des paniers pour les gourmets) organisé au centre sportif John H. Price de l'Université Bishop's a rapporté 200 000 $.
En 2003, le théâtre est sauvé de la faillite grâce au soutien financier du public ; une nouvelle administration a eu lieu et l'offre de représentations au public a été révisée. Le 17 juillet 2005, une «levée de fonds de la tournée House & Garden» a été organisée pour aider à financer le théâtre. Cette tournée a permis de visiter plusieurs belles maisons et jardins de North Hatley. Cette tournée a été répétée notamment le 22 juillet 2010.
De plus, une exposition annuelle d'art et d'artisanat présente des objets de certains des meilleurs artisans de la région. Cette exposition s'avère être un événement annuel de collecte de fonds pour assurer la survie de The Piggery.
En 2005, des œuvres d'artistes locaux ont été exposées à la Galerie d'art Emily LeBaron pendant l'été. Le nom de cette galerie d'art Piggery rend hommage à Mlle Emily LeBaron de North Hatley qui a consacré sa vie au développement des arts et de la culture dans les Cantons-de-l'Est. Elle a organisé de nombreuses expositions d'artisanat et d'art. Elle a eu un rôle clé dans la création du théâtre La Piggery.
Le 2 octobre 2010, le théâtre a organisé une fête de la bière et de la musique Oktoberfest. De plus, le théâtre est financé annuellement par des dons d'objets d'occasion (antiquités, ustensiles de cuisine, etc.) qui sont vendus lors de la «Piggery Barn Sale»; il s'agit d'une journée organisée.
De plus, selon les périodes, des activités théâtrales étaient incluses dans certains forfaits séjours au Manoir Hovey à North Hatley et au Riplecove Inn à Ayer’s Cliff.
En 2011, plusieurs innovations ont rendu la Porcherie attrayante, notamment le partage des bénéfices de la collecte de fonds avec les organismes communautaires participants. De plus, l'intensification des contacts avec les groupes d'aînés de la région de Montréal a fait passer les groupes venant en autobus de sept groupes en 2010 à 12 en 2011. Enfin, l'enregistrement en 2011 de deux émissions The Vinyl Cafe (en) avec Stuart McLean a fait connaître La Piggery.
En juin 2014, l'aquarelliste Maureen Bean a organisé une exposition de trois semaines au Piggery Theatre avec une remise sur une partie des ventes du théâtre. Le marché de la porcherie s'est déroulé du 22 juin 2014 à septembre, permettant aux artisans, vendeurs et producteurs locaux d'offrir leurs produits.

## Historique des programmes théâtraux
Voici les principaux spectacles présentés au théâtre Piggery au cours de son histoire:
1965 - À l’été 1965, Howard Ryshpan et Joan Stuart ont inauguré ce théâtre en jouant la pièce de théâtre The Tiger, écrite par Murray Schisgal, produite par le Montreal Instant Theatre pour “Piggery Playhouse Guild inc” au "The Piggery-Summer Theatre" inauguré le 2 août 1965. En août, le Piggery présenta la pièce "Homicide par prudence", écrite par John O’Hare et jouée par deux comédiens: Yves Létourneau et Monique Lepage. Georges Raby était le régisseur.
1966 à 1971 – Au cours des cinq années suivant l’année de l’inauguration, le nouveau théâtre a accueilli une variété de productions amateurs et semi-professionnelles qui jouaient en anglais et en français.
1972 – Le Playhouse Guild fit un virage majeur en 1972 vers l’offre d’un programme théâtral réalisé à 100% par des acteurs professionnels. Quatre pièces (dont une en français) ont été présentées au Piggery sous la direction de Jeanine Beaubien, l'une des principales réalisatrices et productrices au Canada à cette époque; elle venait alors du théâtre La Poudrière.
· Pièce “The Secretary Bird” de William Douglas Home, présentée par cinq acteurs.
· Pièce “How The Other Half Loves” présenté par le Théâtre International de Montréal.
· Pièce “Dear Liar”, soit une histoire au sujet de George Bernard Shaw.
· Deux courts opéras: «Le Telephone» et «La Serva Padrona» (chanté par Robert Savoie, l’un des principaux barytons du pays, et Anna Chornodoiska, l'une des sopranos les plus prometteuses au Canada) à partir du 9 août 1972.
1973 – La Guilde créa en 1973 en organisant sa production artistique. La Piggery a accueilli un festival de pièces de théâtre en l'honneur de Sr Noel Coward décédé le 26 mars 1973. Trois de ses dramaturges ont été joués à la Piggery: “Private Lives” (à partir du 30 juin), “A Song at Twilight” (à partir du 27 juillet) and “Blithe Spirit” (à partir du 11 août). En sus, il y eut la présentation de la pièce «La Coupe Stainless» écrite par Jean Barbeau. Le Secrétariat d’État fédéral accorda une subvention de 12 000$.
1974 – Pièce “The Fourposter” (présentée jusqu’au 10 août), écrit par Jan de Hartog. Les recettes de la première représentation (24 juillet) étaient dédiées au bénéfice du North Hatley Community dont le «Community Hall» a été détruit par le feu en début juillet. Pièce "Barefoot In The Park".
1975 (10e anniversaire) – Pièce "Gas Light", "Mixed Doubles", "Oh Coward" et une comédie musicale mettant en vedette des interprètes tels que Gilles Valiquette, Jean Carignan et Alexandre Zelkin.
1976 – Pièce "Black Comedy" (July 8-July 31) par Peter Shaffer. Pièce “The Real Inspector Hound” (July 14-July 30) by Tom Stoppard.
1977 – Pièce "Two Score and More" (1e au 16 juillet) qui s’avère est une chronique d'une époque de 40 ans de 1890 à 1930 vue à travers le chant et la danse. Pièce "The Apple Tree" (19 juillet au 6 août). Pièce «Pretzels» (9-20 août). Pièce “La Coupe Stanley” du dramaturge Jean Barbeau.
1978 – Pièce "Rattle Of A Simple Man", jouée par Wendy Dawson et Graham Batchelor… Pièce "Dial M For Murder", jouée par Wendy Dawson et Graham Batchelor…
1979 – Pièce "Wait Until Dark" jouée par Karen Fullerton, Marjorie Pauch et Desmond Ellis.
1980 – Pièce "Catch me if you can" (Canadian version) de Jack Weinstock ; Geoffrey Dinwiddie était chargé du décor Bridget O’Sullivan et Eric Hughes, les deux membres les plus impressionnants de la "Rodgers and Hart show", rendre hommage à Harold Arlen chaque soir de spectacle après "Catch Me If You Can".
1981 – Pièce «Deathtrap», le thriller à succès d'Ira Levin. Le Piggery a alors innové son programme en présentant une traduction anglaise d'une pièce québécoise, en collaboration avec les autres théâtres francophones de l’Estrie. Pièce «Returning» de Gaétan Charlebois.
1982 - Bernard Slade’s “Romantic Comedy”, “Murder Game” by Dan Ross and “Talley’s Folly” by Lanford Wilson.
1983 – Pièce « Ladies in Retirement » de Reginard Denham et Edward Percy, du 30 juin au 16 juillet; et « Flicks » (une comédie musicale) par James Saar du 21 juillet au 6 août; «Sea Marks» par Gardner McKay du 11 au 27 août. Le «Gala fundraising kicks off» annuel s’est déroulé le 18 juin 1983 à la Piggery avec un souper-buffet et une soirée de danse animée par Robinson Fowler Band.
1984 – Pièce “Return of the Curse of the Mummy’s revenge”, de James Saar, présentée jusqu’au 14 juillet. Pièce “Crime of the Heart” écrite par Beth Henley. Diana Leblanc jouant le rôle de Solange dans ‘fragile innocent’ (écrit par Jean Barbeau) qui partage sa vie avec le public dans ce monologue de Jean Barbeau.
1985 (20e anniversaire) – Organisation de quatre soirées-bénéfice :
- spectacle «Mommy» (3 juillet) écrit par Louisette Dussault et joué par Christine Moynihan;
- «What I Did Last Summer» (26 juillet pour le Sherbrooke Hospital Auxiliary) écrit par A.R. Gurney Jr., et joué par Joan Orenstein;
- «Angel of Death» par Raymond Storey (13 août pour le North Hatley Curling Club) et 14 août (pour le Special Olympics Committee).

1986 – Pièce «Noises Off» (27 juin au 12 juillet) jouée Aidan Devine, Joel Miller, Joseph Cazalet et Brooke Johnson. Pièce “Stage Struck” (17 juillet-2 août) (jouée par Aidan Devine, Joel Miller et réalisée par Howard L. Van Schaick) and pièce “Melville Boys” (7-23 août).
1987 – Trois pièces ont été présentées par le directeur artistique Gregory Tuck:
- Pièce “Artichoke” (26 juin au 11 juillet), écrit par Johanna Glass.
- Pièce “I’ll Be Back Before Midnight” (16 juillet au 8 août) écrit par Peter Colley.
- Pièce “Salt water Moon” (13 août au 29 aout), écrit par David French[45].

1988 – Pièce “Social Security” (24 juin au 9 juillet), par Andrew Bergman. Pièce «18 Wheels» (14 juillet-6 août) par John Gray. Pièce «The Passion of Narcisse Mondoux» (10 août-27 août) par Gratien Gélinas.
1989 - Pièce “Opening Night” (23 juin au 15 juillet) écrite par Foster, Pièce "And When I Wake" (20 juillet au 5 août), écrit par James W. Nichol. Duo spécial de one-man show "Letter from Wingfield Farm" et "Wingfield's Progress" (8 au 26 août) par l'humoriste agricole primé Dan Needles. Ainsi qu'une première québécoise, les deux pièces se déroulent en alternance, joués par Ron Beattie.
1990 (25e anniversaire) – Pièce britannique “Run For Your Wife” jouée par Aidan Devine et Harry Standjofski. Pièce "Sarah Bernhardt and the Beast", présentée à partir du 17 juillet 1990. Pièce "The Passion of Narcisse Mondoux" (en reprise), à partir du 24 juillet 1990. Pièce "Wingfield's Story", à partir du 31 juillet 1990. Les célébrations du 25e anniversaire ont commencé le 9 juin par un grand défilé de chars allégoriques, de clowns, de fanfares, de voitures d'autrefois, dans les rues de North Hatley jusqu'au parc Ball où siégea un jury; la fête se termina au théâtre même par une fête sous le chapiteau où il y eut un barbecue, des jeux, des courses, de la musique et une visite guidée des lieux. L'exposition d'artisanat du théâtre Piggery en est à sa 7e année.
1991 – Pièce “The Perils of Persephone” (19 juin-14 juillet) avec la metteure en scène Lynn McQueen; «Tonight…Piaf» (16-27 juillet); «Dead Serious» (1-24 août) jouée par James Cameron, Krista Hansen et Daniel Brochu.
1992 – Pièce «Beside Manners» (24 juin-25 juillet) de Dereck Benfield, avec la mise-en-scène de Perry Schneiderman. Et la pièce «Perfect Crime» (30 juillet-29 août) de Warren Manzi, avec la mise-en-scène de Brian Dooley; cette pièce a été jouée par Glenn Roy et ?. Krista Hansen agissait comme régisseur.
1993 – Pièce “Tonight… Piaf” (reprise après 3 ans) (22 juin-10 juillet), avec Joëlle Raby, et mise en scène de Ray Michal. Pièce «The best of Bowser and Blue” (13 au 17 juillet) de Gretel G. Meyer, avec les comiques chantants Bowser et Blue, avec une mise en scène de Corey Castle. Pièce “Lend Me A Tenor” (22 au 28 août) de Ken Ludwig, avec une mise en scène de Perry Schneiderman.
1994 – Pièce “Privates Lives » (30-23 juillet) par Noel Coward. Pièce “Sleuth” (29 juillet au 20 août). Pièce “Lorne Elliott: the collected mistakes’ (23 août au 27 août).
1995 (30e anniversaire) – Pièce "The Perils of Persephone" by Gretel G. Meyer. Pièce “Not now Darling” (29 juin au 15 juillet). Pièce “Marry me a little” (20 juillet au 12 août) comportant des chansons de Stephen Sondheim, et mise-en-scène par Paul Keenan. Pièce «The Wild Guys» (17 août au 2 sept.),
1996 – Programmation d'été entièrement canadienne et offerte en première québécoise. Comédie “Dead Together” (29 juin-13 juillet), avec le dramaturge George Rideout, joué par JoJo Rideout, Peter Smith, Ian Watson, Patricia Rodriguez, Peter Smith et Diana Fajrajsl. Drame sentimental “Wrong For Each Other (July-18-August 3). Comédie musicale “2 Pianos, 4 hands” (8-24 août).
1997 - Pièce “Sylvia” (26 juin-12 juillet). Pièce "Here on the Flight Path" (17 juillet-2 août). Pièce "Italian American Reconc." (7 au 23 août). Pièce "L. Elliot / Bowser + Blue" (26-31 août).
1998 – Pièce «Thirteen Hands» (25 juin-11 juillet) par Carol Shields. Pièce “Dads In Bondage” (16 juillet-1er août), par Robert More. Une comédie musicale «The Mantini Sisters» (4 août-9 août). Une comédie romantique «The Longstreth Line» (13 août-29 août), par George Rideout.
1999 – Présentation de 18 productions. Pièce “The Nerd” (1er au 17 juillet), jouée par sept personnes. Souper-spectacle «La légende de la femme squelette» (14 juillet-6 août) écrite par Patrick Quintal. Pièce «The Compleat Works Of William Shakespeare» (12 août) écrite par Adam Long, Daniel Singer and Jess Winfield. Pièce «Same Time, Next Year», mettant en vedette Margot Dionne, and instructor at BCS and Dwight McFee, a Jessie Award-winning actor. “Tonight… Piaf” (reprise de 1991 et 1993) (2-5 sept.), par Joelle Rabu, avec Sylvie Marchand, conteuse, et René Béchard, musicien.
2000 (35e anniversaire) – Pièce “Forever Plaid” (29 juin-15 juillet), écrit par Stuart Ross et réalisé par Tim French. Pièce «Communicating Door» (Juillet 20-5 août), écrite par Alan Ayckbourn. Pièce «Wingfield Unbound» (10 août-26 août), écrite par Dan Needles, et jouée par Rod Beattie. Le directeur artistique Greg Tuck en était alors en sa neuvième saison (non cumulatif) au Piggery depuis 1985.
2001 (saison écourtée) – Trilogie Lucien (13-28 juillet): "Lucien, A Labour of Love", "Lucien's Labour Lost" et "Lucien Snowbird". Trilogie écrite par Marshall Button. Pièce "Second City" (31 juillet-? août) présentée par “The Second City National Touring Company”. Pièce “When Bush Comes to Shove” (31 juillet-4 août), présentée par “The Second City National Touring Company”. Pièce “Bush” (connu sous l'appellation “When the Son Also Rises”) a été présentée pendant cinq jours. Pièce "Two Pianos Four Hand" (une reprise de l'orignal présentée en 1996), écrite par Ted Dykstra et Richard Greenblatt.
2002– Pièce “Twelfth Night” écrit par Shakespeare, sous la direction de Moira Wylie.
2003 – Avec la venue d’une nouvelle administration du Piggery, cinq compagnies régionales de théâtre communautaire ont performé à l’été 2003 au Théâtre Knowlton et à la Piggery. Les principales pièces jouées à la Piggery ont été :
- À tous les second dimanches (29 juin au 21 septembre), la Piggery a présenté une soirée en comédie ("comedy night") "The Sunday Funnies" avec Ernie Butler’s Comedy Nest.
- Pièce “Last of the Red Hot Lovers” (17 juin au 4 juillet), réalisée par Clint Ward et jouée par Karen Cromar et Glen Bowser.
- Pièce "Yazmina Reza’s Art" (July 15 to Aug. 9), réalisé en partenariat avec Sunshine Theatre, sous la direction de Sunil Mahtani et joué par Don Wilson, Bob Hennessy et Doug Hooper[76].

Note: De 2003 à 2005, le Townships Stage a réalisé plusieurs activités au théâtre Piggery.
2004 – Pièce “Kingfisher Days” écrite par Susan Coyne, sous la direction artistique de Sunil Mahtani. La pièce mettait en vedette Cary Lawrence, Doug Hooper et Patricia Costain.
2005 – Le 40e anniversaire de Piggery a été célébré en organisant une grande soirée de divertissement le 16 septembre.
Johnny Reid, un ancien étudiant de l'Université Bishop's, a présenté un concert de musique country qui a été l'un des moments forts de la saison estivale au Piggery.
2006 - Trilogie Lucien (4-8 juillet) (reprise de 2001): "Lucien, A Labour of Love", "Lucien's Labour Lost" et "Lucien Snowbird".